# Найбільші роди квіткових рослин
У цій статті подано перелік найбільших родів квіткових рослин за кількістю видів згідно з Plants of the World Online. До складу квіткових рослин або покритонасінних входять як трав'янисті рослини, так і широколистяні дерева, кущі, ліани, водні рослини. Вони, безумовно, є найрізноманітнішою групою наземних рослин із 64 рядами, 416 родинами, приблизно 13 000 відомих родів і 300 000 відомих видів.
Розміри родів рослин сильно варіюються від тих, що містять один вид, до родів, що містять тисячі видів, і ця невідповідність стала очевидною на початку історії класифікації рослин. Найбільшим родом насіннєвих видів Plantarum Карла Ліннея був Euphorbia з 56 видами; Лінней вважав, що жоден рід не повинен містити більше 100 видів.
Частково відмінність у розмірах роду пояснюється історичними факторами. Згідно з гіпотезою, опублікованою Максом Волтерсом у 1961 році, розмір родів рослин пов'язаний із віком не самого таксону, а концепції таксону в умах систематиків. Тому рослини, які росли в Європі, де була заснована більша частина ранньої систематики, були розділені на відносно невеликі роди, тоді як рослини з тропіків були згруповані в набагато більші та гетерогенніші роди. Так само рослини, які мали спільні лікувальні властивості, такі як багато видів Euphorbia, були об’єднані в один рід, тоді як рослини різного призначення, такі як трави, були розділені на багато родів. Там, де було багато класичних назв для груп рослин, наприклад у Apiaceae / Umbelliferae або Brassicaceae / Cruciferae, були визначені малі роди, тоді як групи, які не поділялися класичними авторами, залишалися більшими родами, такими як Carex. На чисельність виду також впливає ряд біологічних факторів. Наприклад, наявність апоміксису дозволяє розпізнати велику кількість агамовидів, і такі таксони допомогли зміцнити такі роди, як Ranunculus і Potentilla.
Введення внутрішньородових таксонів (таких як підрід, секція та серія) у 19 столітті ботаніками, включаючи Огюстена Пірама де Кандоля, дозволило зберегти великі роди, які інакше стали б громіздкими. Е. Дж. Х. Корнер вважав, що вивчення великих родів може дозволити краще зрозуміти еволюційну біологію, і він зосередив свої зусилля на великих тропічних родах, таких як Ficus.

## Найбільші роди
| №  | Рід          | Видів | Родина          | Список видів                     |
| -- | ------------ | ----- | --------------- | -------------------------------- |
| 1  | Astragalus   | 3066  | Fabaceae        | Список видів роду астрагал       |
| 2  | Piper        | 2407  | Piperaceae      | Список видів роду перець         |
| 3  | Bulbophyllum | 2168  | Orchidaceae     | Список видів роду бульбофілюм    |
| 4  | Carex        | 2062  | Cyperaceae      | Список видів роду осока          |
| 5  | Euphorbia    | 2040  | Euphorbiaceae   | Список видів роду молочай        |
| 6  | Begonia      | 2025  | Begoniaceae     | Список видів роду бегонія        |
| 7  | Miconia      | 1896  | Melastomataceae | Список видів роду Miconia        |
| 8  | Epidendrum   | 1830  | Orchidaceae     | Список видів роду Epidendrum     |
| 9  | Ranunculus   | 1735  | Ranunculaceae   | Список видів роду жовтець        |
| 10 | Psychotria   | 1633  | Rubiaceae       | Список видів роду психотрія      |
| 11 | Dendrobium   | 1606  | Orchidaceae     | Список видів роду Dendrobium     |
| 12 | Senecio      | 1463  | Asteraceae      | Список видів роду жовтозілля     |
| 13 | Peperomia    | 1408  | Piperaceae      | Список видів роду Peperomia      |
| 14 | Anthurium    | 1319  | Araceae         | Список видів роду Anthurium      |
| 15 | Solanum      | 1234  | Solanaceae      | Список видів роду паслін         |
| 16 | Syzygium     | 1231  | Myrtaceae       | Список видів роду Syzygium       |
| 17 | Eugenia      | 1219  | Myrtaceae       | Список видів роду Eugenia        |
| 18 | Lepanthes    | 1178  | Orchidaceae     | Список видів роду Lepanthes      |
| 19 | Croton       | 1150  | Euphorbiaceae   | Список видів роду кротон         |
| 20 | Impatiens    | 1107  | Balsaminaceae   | Список видів роду розрив-трава   |
| 21 | Rhododendron | 1089  | Ericaceae       | Список видів роду рододендрон    |
| 22 | Acacia       | 1084  | Fabaceae        | Список видів роду акація         |
| 23 | Allium       | 1063  | Amaryllidaceae  | Список видів роду часник, цибуля |
| 24 | Salvia       | 1018  | Lamiaceae       | Список видів роду шавлія         |